# 小花黄堇
小花黄堇（学名：Corydalis racemosa）为罂粟科紫堇属下的一个种。分布于中國珠江流域和长江流域中、下游诸省。

## 扩展阅读
維基物種上的相關：小花黄堇